# Rethel, Ardennes
Rethel là một xã trong tỉnh Ardennes, thuộc vùng Grand Est của nước Pháp, có dân số là 8.052 người (thời điểm 1999).

## Nhân vật nổi tiếng
- Jacques Boucher de Crèvecœur de Perthes (1788-1868) nhà địa chất học
- Louis Christophe François Hachette (1800-1864), nhà xuất bản
- Maurice Maillot, diễn viên
- Charles Constant Noblet